# Shawneetown (Illinois)
Shawneetown je grad u američkoj saveznoj državi Ilinois. Prema popisu stanovništva iz 2010. u njemu je živjelo 1.239 stanovnika.